# Teatro di Piazza
Il Teatro di Piazza fu un teatro presente a Vicenza, situato in Contrà Pescherie Vecchie. Costruito nel XVI secolo, venne sostituito dal Teatro delle Grazie agli inizi del settecento. Il teatro inizialmente era costituito da una sala dotata di sola platea, alla quale vennero poi aggiunte due file di palchi, trasformandolo in un teatro all'italiana. Venne chiuso a metà del Settecento. Oggi è ancora ben visibile la struttura del teatro, caratterizzata dalla facciata e dall'alto porticato dell'ingresso.